# Poropuntius
Poropuntius é um género de peixe actinopterígeo da família Cyprinidae. É encontrado principalmente em habitats de água doce do Sudeste Asiático e Yunnan na China, com exceção da espécie P. burton, que é do sul da Ásia.
Este género contém as seguintes espécies:
- Poropuntius alloiopleurus (Vaillant, 1893)
- Poropuntius angustus Kottelat, 2000
- Poropuntius bantamensis (Rendahl (de), 1920)
- Poropuntius bolovenensis T. R. Roberts, 1998
- Poropuntius brevispinus (V. H. Nguyễn & L. H. Doan, 1969)
- Poropuntius burtoni (Mukerji, 1933)
- Poropuntius carinatus (H. W. Wu & R. D. Lin, 1977)
- Poropuntius chondrorhynchus (Fowler, 1934)
- Poropuntius chonglingchungi (T. L. Tchang, 1938)
- Poropuntius cogginii (B. L. Chaudhuri, 1911)
- Poropuntius consternans Kottelat, 2000
- Poropuntius daliensis (H. W. Wu & R. D. Lin, 1977)
- Poropuntius deauratus (Valenciennes, 1842)
- Poropuntius exiguus (H. W. Wu & R. D. Lin, 1977)
- Poropuntius faucis (H. M. Smith, 1945)
- Poropuntius fuxianhuensis (Y. H. Wang, D. D. Zhuang & L. C. Gao, 1982)
- Poropuntius genyognathus T. R. Roberts, 1998
- Poropuntius hampaloides (Vinciguerra, 1890)
- Poropuntius hathe T. R. Roberts, 1998
- Poropuntius heterolepidotus T. R. Roberts, 1998
- Poropuntius huangchuchieni (T. L. Tchang, 1962)
- Poropuntius kontumensis (Chevey, 1934)
- Poropuntius krempfi (Pellegrin & Chevey, 1934)
- Poropuntius laoensis (Günther, 1868)
- Poropuntius lobocheiloides Kottelat, 2000
- Poropuntius margarianus (J. Anderson, 1879)
- Poropuntius melanogrammus T. R. Roberts, 1998
- Poropuntius normani H. M. Smith, 1931
- Poropuntius opisthoptera (H. W. Wu, 1977)
- Poropuntius rhomboides (H. W. Wu & R. D. Lin, 1977)
- Poropuntius scapanognathus T. R. Roberts, 1998
- Poropuntius schanicus (Boulenger, 1893)
- Poropuntius shanensis (Hora & Mukerji, 1934)
- Poropuntius smedleyi (de Beaufort, 1933)
- Poropuntius solitus Kottelat, 2000
- Poropuntius speleops (T. R. Roberts, 1991)
- Poropuntius susanae (Banister, 1973)
- Poropuntius tawarensis (M. C. W. Weber & de Beaufort, 1916)